# نذیرپور اپازیلا
نذیرپور اپازیلا (به لاتین: Nazirpur Upazila) یک منطقهٔ مسکونی در بنگلادش است که در ناحیه پیروج‌پور واقع شده‌است. نذیرپور اپازیلا ۲۳۳٫۶۵ کیلومتر مربع مساحت و ۱۶۶٬۰۱۴ نفر جمعیت دارد.